# José Luis Pérez de Ayala y López de Ayala
José Luis Pérez de Ayala y López de Ayala (Bollullos Par del Condado, 21 de enero de 1931 – Madrid, 19 de abril de 2023) XX Conde de Fuensalida y XVII Conde de Cedillo. Fue un noble español del siglo XX y XXI y un destacado jurista y catedrático español, especializado en economía política, hacienda pública y derecho financiero. Asimismo fue el tercer rector de la Universidad CEU San Pablo de Madrid.

## Biografía
José Luis nació en una familia de la nobleza española, siendo hijo de Pedro Miguel Pérez de Ayala y Vacas (1900-1936), licenciado en Derecho y abogado, que murió asesinado por unos milicianos en el transcurso de la Guerra Civil y de María Josefina López de Ayala y Morenés, XVI Condesa de Cedillo y VII Vizcondesa de Palazuelos. Jerónimo López de Ayala fue su abuelo materno.  
Durante su juventud, realizó estudios de bachillerato en el Instituto Ramiro de Maeztu de Madrid y en el Colegio Sadel de Toledo. Posteriormente, se trasladó a Madrid, donde completó su licenciatura y doctorado en Derecho en la Universidad Complutense, con una tesis titulada El problema jurídico y financiero de las empresas del Estado (1957).

### Carrera académica y profesional
Pérez de Ayala tuvo una destacada carrera académica en varias universidades españolas:
- Profesor en ICADE (Universidad Pontificia de Comillas).
- Catedrático de Economía Política y Hacienda Pública en la Universidad de Murcia en 1965 (por oposición), centrando su labor docente y de investigación en temas relacionados con el derecho financiero y tributario.
- Después de su paso por Murcia, Pérez de Ayala se incorporó a la Universidad de Navarra, donde impartió clases de derecho financiero. Su estancia en esta universidad se caracterizó por el desarrollo de programas académicos que integraban aspectos teóricos y prácticos del derecho tributario.
- Posteriormente, se unió a la facultad de la Universidad Autónoma de Madrid, donde continuó con su trabajo de enseñanza e investigación, especialmente centrado en la legislación tributaria española y su aplicación práctica.
- El 3 de octubre de 1979 pasó a ser catedrático de Hacienda pública de la Universidad Complutense de Madrid.
- A mediados de la década de 1980, quedó vinculado a la Fundación Universitaria San Pablo CEU como profesor del centro adscrito. Allí, no solo impartió clases sino que también llevó a cabo investigaciones que contribuyeron al desarrollo del derecho tributario y financiero en España. Durante su período en el CEU, fue reconocido por su enfoque analítico y su capacidad para integrar la teoría jurídica con las prácticas fiscales contemporáneas.

A lo largo de su carrera, José Luis Pérez de Ayala fue un profesor e investigador prolífico, cuya obra y enseñanzas han tenido una amplia influencia en el campo del derecho tributario y financiero en España.
Pérez de Ayala dirigió al menos 17 tesis doctorales, que abordan principalmente temas de derecho fiscal y tributario, enfocándose en la justicia tributaria, los deberes de contribución, y los principios constitucionales que regulan los tributos en España. Algunas investigaciones se centran en incentivos fiscales para la innovación, la gestión del patrimonio del Estado, y la estructura de la deuda pública. También se exploran regulaciones específicas para sectores como seguros y fundaciones, además de conflictos legales y responsabilidades por infracciones tributarias. Incluyen análisis comparativos y económicos de políticas fiscales, así como estudios específicos sobre la implementación de teorías fiscales en contextos internacionales. Algunos de sus doctorandos han tenido una especial relevancia pública, entre ellos: Daniel Sada Castaño, rector de la Universidad Francisco de Vitoria, la diputada y catedrática Ana María Yabar Sterling o María de la Luz Mijangos Borja, que ha desempeñado diversos cargos en México, entre otros el de Titular de la Fiscalía Especializada en materia de Combate a la Corrupción de la República.
En excedencia desde 1993, ejerció su profesión de abogado en el despacho que fundó junto a Narciso Amorós y que con el tiempo se llamaría Estudio Jurídico y Económico Pérez de Ayala, del cual es titular en la actualidad su hijo Miguel, con quien colaboró hasta avanzada edad.

### Cargos y responsabilidades
A lo largo de su carrera, José Luis ocupó varios cargos de importancia:
- Rector de la Universidad San Pablo-CEU entre 1999 y 2001, donde desempeñó un papel crucial en la expansión y modernización de la institución.[3]
- Vocal de la Comisión para la Reforma de la Ley General Tributaria, contribuyendo a importantes reformas en la legislación tributaria española.[4]
- Director de la Revista de Derecho Financiero y Hacienda Pública durante veinte años.
- Vicepresidente de la International Fiscal Association (IFA).

### Títulos nobiliarios
- XV Conde de Cedillo, en 1960, tras cesión de su madre, Josefina López de Ayala y Morenés.[5]
- Conde de Fuensalida, con Grandeza de España, según Orden del Ministerio de Justicia de 17 de mayo de 1999 en que se cancela la Real Carta de Sucesión que había sido otorgada en 1995 a Ángela María Téllez-Girón y Duque de Estrada.

## Obra publicada
- Derecho Tributario (1968).
- Las ficciones en el Derecho Tributario (1970).
- Economía Política (1972).
- Explicación de la técnica de los impuestos (1978).
- La Economía Financiera Pública (1988).
- La Economía Financiera Pública, Madrid, Edersa, (1988). con M. Pérez de Ayala.
- Fundamentos de Derecho impositivo estatal, Madrid, Edersa, (1995).
- Dinámica de la relación jurídica tributaria en el Derecho español, Madrid, Dykinson, (1997); con M. Pérez de Ayala.
- Fundamentos de Derecho Tributario, Madrid, Edersa, (1998).

## Premios y reconocimientos
- Académico de número de la Real Academia de Jurisprudencia y Legislación. Su discurso versó sobre la Valoración y significado de las ideas tributarias de Montesquieu, para la dogmática del derecho tributario moderno, fue contestado en nombre de la Corporación por el académico Juan Vallet de Goytisolo (2001).
- Rector Honorífico de la Universidad San Pablo CEU.
- Medalla de Distinción por Méritos del Ministerio de Hacienda.
- Medalla de servicios de la Universidad Complutense de Madrid.
- Miembro de Honor de la Asociación Argentina de Estudios Fiscales.
- Miembro de Honor del Instituto Brasileño de Derecho Tributario.
- Medalla de Correspondiente de la Real Academia de Bellas Artes y Ciencias Históricas de Toledo (XXXXX).
- I Premio Fundación Casas Históricas y Singulares de España, otorgado en el palacio de Liria (2017), por el esfuerzo realizado sobre el Archivo Condal de Cedillo entre 2004 y 2014, periodo en se restauraron, reinstalaron, describieron y digitalizaron documentos históricos que abaracan hasta ocho siglos, para permitir su consulta a investigadores y ciudadanos.

## Matrimonio y descendencia
José Luis Pérez de Ayala estuvo casado con María de los Ángeles Becerril y Bustamante, licenciada en Filosofía y Letras, nacida en Madrid el 10 de septiembre de 1937, hija de Enrique Becerril y Antón-Miralles, doctor ingeniero de caminos y de doña María de los Dolores Bustamante y Polo de Bernabé, hija de los Marqueses de Villatorre. El matrimonio tuvo cinco hijos:
- María de los Ángeles (Cati) Pérez de Ayala y Becerril (1962-), casada en 1988 con Ignacio Cubillo y Santamaría, Solicitante de la sucesión como Condesa de Fuensalida en abril de 2024.
- Luis Pérez de Ayala y Becerril (1963-), casado en 1996 con Isabel Bonelli y Jaúdenes. XVI Conde de Cedillo.[7]
- María de la Soledad (Sole) Pérez de Ayala y Becerril (1966-2011), casada en Toledo el 24 de julio de 1997 con don Juan Pablo (Paul) Coma y Brun.
- María José Pérez de Ayala y Becerril (1968-), casada en Madrid el 4 de octubre de 1997 con don Íñigo Sobrini y Sagaseta de Ilúrdoz.
- Miguel Pérez de Ayala y Becerril, (1971-), casado en La Coruña, el 21 de junio de 1999, con Enriqueta Molezún y Rodríguez. Abogado y docente en la Universidad CEU San Pablo, de la que fue vicedecano de derecho.